# Xanthorhoe lapponica
Xanthorhoe lapponica är en fjärilsart som beskrevs av Otto Staudinger 1871. Xanthorhoe lapponica ingår i släktet Xanthorhoe och familjen mätare. Inga underarter finns listade i Catalogue of Life.